# Otoineppu
Otoineppu (Japans: 音威子府村, Otoineppu-mura) is een dorp in het district Nakagawa in de subprefectuur Kamikawa in Hokkaido (Japan). Op 31 december 2007 had het dorp 965 inwoners. De bevolkingsdichtheid bedroeg 3,5 inwoners per km². De oppervlakte van het dorp is 275,64 km².

## Geografie
Otoineppu wordt begrensd door het dorp Nakagawa en de gemeente Bifuka in de subprefectuur Kamikawa en door de gemeente Nakatonbetsu en Esashi in de subprefectuur Sōya. De rivieren Teshiogawa, Penkesakkurugawa, Pankesakkurugawa en Otoineppugawa stromen door het dorp.    Het hoogste punt van het dorp wordt gevormd door de berg Hakodake (1124 m).

## Verkeer

### Trein
Er bevinden zich 4 stations op het grondgebied van Otoineppu . De stations bevinden zich op  de Sōya-hoofdlijn van de Hokkaido Railway Company :  
- Teshiogawa-Onsen - Sakkuru - Otoineppu - Osashima

### Weg

#### Autoweg
Otoineppu ligt aan de volgende autowegen :
- Autoweg 40
- Autoweg 275

#### Prefecturale weg
Otoineppu ligt aan de prefecturale wegen 12, 220 en 391.

## Bekende inwoners
- Hisao Sunazawa (砂澤恒雄) ook bekend als  Bikki (ビッキ) (6 maart 1931 – januari 1989), een Ainu-beeldhouwer